# Smitingen-Härnöklubb
Smitingen-Härnöklubb este o arie protejată (arie specială de conservare — SAC, sit de importanță comunitară — SCI) din Suedia întinsă pe o suprafață de 227,9 ha, integral pe uscat.

## Localizare
Centrul sitului Smitingen-Härnöklubb este situat la coordonatele 62°35′47″N 18°02′13″E / 62.5963°N 18.0369°E.

## Înființare
Situl Smitingen-Härnöklubb a fost declarat sit de importanță comunitară în decembrie 1995 pentru a proteja un număr necunoscut de specii din flora spontană și fauna sălbatică aflate în arealul zonei. Situl a fost protejat și ca arie specială de conservare în martie 2011.

## Biodiversitate
Situată în ecoregiunile boreală și marină baltică, aria protejată conține 7 habitate naturale: Vegetație perenă pe țărmurile stâncoase, Mlaștini împădurite, Pante stâncoase silicioase cu vegetație casmofită, Păduri fino-scandinave bogate în ierburi cu Picea abies, Mlaștini turboase de tranziție și turbării mișcătoare, Taiga vestică, Faleze cu vegetație de pe coastele atlantice și baltice.
La baza desemnării sitului se află un număr nedeclarat de specii protejate.